# Championnat de Mauritanie de football 2019-2020
Navigation
Édition précédente Édition suivante
La saison 2019-2020 du Championnat de Mauritanie de football est la quarante-et-unième édition de la Première Division, le championnat national de première division en Mauritanie. Les quatorze équipes se rencontrent deux fois au cours de la saison. À la fin du championnat, les deux derniers du classement sont relégués et remplacés par les deux finalistes du championnat de deuxième division.
C'est le FC Nouadhibou qui remporte la compétition cette saison après avoir terminé en tête du classement. C'est le huitième titre de champion de Mauritanie de l'histoire du club.

## Déroulement de la saison
Le championnat débute le 30 août 2019, après la 19e journée, le 11 mars 2020, il est interrompu à cause de la pandémie de Covid-19.
Le championnat reprend le 4 septembre 2020, le tenant du titre, le FC Nouadhibou remporte son huitième titre, le vice-champion, le FC Tevragh Zeïna remporte en novembre la Coupe de Mauritanie.
Il n'y aura pas de relégation en fin de saison, mais deux promotions, ce qui portera le prochain championnat à 16 équipes.

## Participants
- Nouakchott King's
- ASC SNIM
- ACS Ksar
- ASAC Concorde
- FC Sahel - Promu de D2
- ASC Kédia
- Jeunesse d'El Mina
- AS Garde Nationale
- ASC Tidjikja
- FC Médine Trarza - Promu de D2
- FC Nouadhibou
- FC Tevragh Zeïna
- ASC Police
- Kaédi FC

## Compétition
Le classement est établi sur le barème de points suivant : victoire à 3 points, match nul à 1, défaite à 0.
| Rang | Équipe             | Pts | J  | G  | N | P  | Bp | Bc | Diff |
| ---- | ------------------ | --- | -- | -- | - | -- | -- | -- | ---- |
| 1    | FC NouadhibouT     | 57  | 26 | 18 | 3 | 5  | 40 | 16 | +24  |
| 2    | FC Tevragh Zeïna C | 52  | 26 | 15 | 7 | 4  | 31 | 15 | +16  |
| 3    | ASAC Concorde      | 46  | 26 | 13 | 7 | 6  | 35 | 22 | +13  |
| 4    | ASC Kédia          | 46  | 26 | 13 | 7 | 6  | 25 | 16 | +9   |
| 5    | Nouakchott King's  | 44  | 26 | 12 | 8 | 6  | 38 | 25 | +13  |
| 6    | ASC Police         | 39  | 26 | 10 | 9 | 7  | 23 | 21 | +2   |
| 7    | ASC Tidjikja       | 37  | 26 | 10 | 7 | 9  | 38 | 29 | +9   |
| 8    | ASC SNIM           | 34  | 26 | 9  | 7 | 10 | 21 | 19 | +2   |
| 9    | FC Médine Trarza P | 34  | 26 | 10 | 4 | 12 | 24 | 31 | -7   |
| 10   | Kaédi FC           | 32  | 26 | 8  | 8 | 10 | 30 | 24 | +6   |
| 11   | AS Garde Nationale | 30  | 26 | 8  | 6 | 12 | 27 | 26 | +1   |
| 12   | FC Sahel P         | 27  | 26 | 7  | 6 | 13 | 24 | 38 | -14  |
| 13   | Jeunesse d'El Mina | 13  | 26 | 3  | 4 | 19 | 17 | 57 | -40  |
| 14   | ACS Ksar           | 9   | 26 | 0  | 9 | 17 | 6  | 40 | -34  |

|  | Qualification pour la Ligue des champions de la CAF 2020-2021                              |
|  | Qualification pour la Coupe de la confédération 2020-2021                                  |
|  | T : Tenant du titre C : Vainqueur de la Coupe de Mauritanie P : Promu de deuxième division |

- Pas de relégation cette saison.

## Bilan de la saison
| Championnat de Mauritanie de football 2019-2020 |                             |
| Champion                                        | FC Nouadhibou (8e titre)    |
| Coupes et trophées                              |                             |
| Vainqueur de la Coupe de Mauritanie 2019-2020   | Football Club Tevragh Zeïna |
| Qualifications continentales                    |                             |
| Ligue des champions de la CAF 2020-2021         | FC Nouadhibou               |
| Coupe de la confédération 2020-2021             | Football Club Tevragh Zeïna |
| Promotions et relégations                       |                             |
| Promus en Première division                     | FC Inter Nouakchott         |
| Promus en Première division                     | AS Armée Nationale          |
| Relégués en Deuxième division                   | aucun                       |